# Армия Конфедеративных Штатов Америки
Армия Конфедеративных Штатов Америки (англ. Confederate States Army) — войсковое формирование, созданное для поддержания национальной безопасности и защиты Конфедеративных Штатов Америки в период их существования в 1861—1865 годах. Предназначалась в основном для сухопутных военных операций.

## Численность и комплектование
Конфедерация приступила к созданию своей армии ещё весной 1861 года. За месяц до Самтера, 6 марта 1861 года президент Джефферсон Дэвис обратился к губернаторам штатов с призывом предоставить в распоряжение правительства 100 000 добровольцев сроком службы на 1 год. Формирование соединений на местах поручалось какому-либо местному авторитету — ветерану Мексиканской войны или выпускнику Вест-Пойнта. Так, Эвандер Лоу набрал 4-й алабамский полк из учеников собственной военной школы. Рекруты собирались вместе в назначенное время, принося с собой все оружие, какое могли достать. По общепринятой демократической традиции, офицеры были выборными. Тогда же выбиралось название роты.

Не было на Юге такого округа, который не мог бы похвастаться своими «Истребителями варваров янки», «Южными мстителями», «Героями Дикси» или «Убийцами Линкольна». Встречались, правда, и более оригинальные названия: «Бульдоги Южной Флориды», «Жёлтые куртки из Клейтона», «Молотильщики из Таллапузы» и «Головорезы из Чикасоу».
— К. М. Маль
К началу Гражданской войны состояла из инженерного и артиллерийского корпусов, 6 пехотных и 1 кавалерийского полков. Всего за время войны Южные Штаты собрали и снарядили 642 пехотных полка, 137 полков кавалерии и 16 полков артиллерии (272 батареи). Регулярные части в армии Конфедерации были незначительны: 1 артиллерийская батарея, 12 полков кавалерии и 7 полков пехоты (штатная численность 14 270 солдат и 745 офицеров).
Армией конфедератов командовали талантливый военачальник генерал Роберт Ли на Востоке (командующий Северовирджинской армией) и, как показал опыт военных действий, менее способные генералы Альберт Сидни Джонстон, Пьер Борегар, Брэкстон Брэгг и Джозеф Джонстон.
По людским ресурсам Юг уступал Северу примерно в 5 раз. За всю войну в армиях Юга служило от 1 227 000 до 1 506 000 мужчин в том числе 1 082 000 в боевых частях.
В самом начале войны, один из видных политических деятелей Конфедерации Джуда Бенджамин предложил создать отдельные подразделения из чернокожих добровольцев, которые будут воевать в обмен на свободу, таким солдатам в случае победы предлагали выделить незначительную территорию на северо-западе штата Кентукки, где они в случае проявления боевой отваги получали бы земельные участки. Также планировали принудительно мобилизовать рабов от 19 до 40 лет, которые были рабами в четвертом поколении или более и не хотели идти добровольцами, причем за спиной таких чернокожих батальонов должны были стоять заградотряды. С одобрения президента Конфедерации, Бенджамин провозгласил: «Давайте скажем каждому негру, желающему вступить в наши ряды: „Иди и сражайся — ты свободен“». Также он предложил изначально набирать в армию добровольцев в возрасте от 14 до 65 лет, брать на фронт женщин-добровольцев в воспомогательные подразделения, и пополнять армию регулярными призывами, причем боеспособных мужчин от 17 до 50 лет предложил брать в обязательном порядке. Если бы этот проект был реализован, то это дало бы примерно равные с Союзом по численности силы в начале войны, когда еще армия Конфедерации успешно оттесняла армию Союза. Его проект так и не был реализован, не считая незначительной мобилизации чернокожих добровольцев в боевые части в самом конце войны..

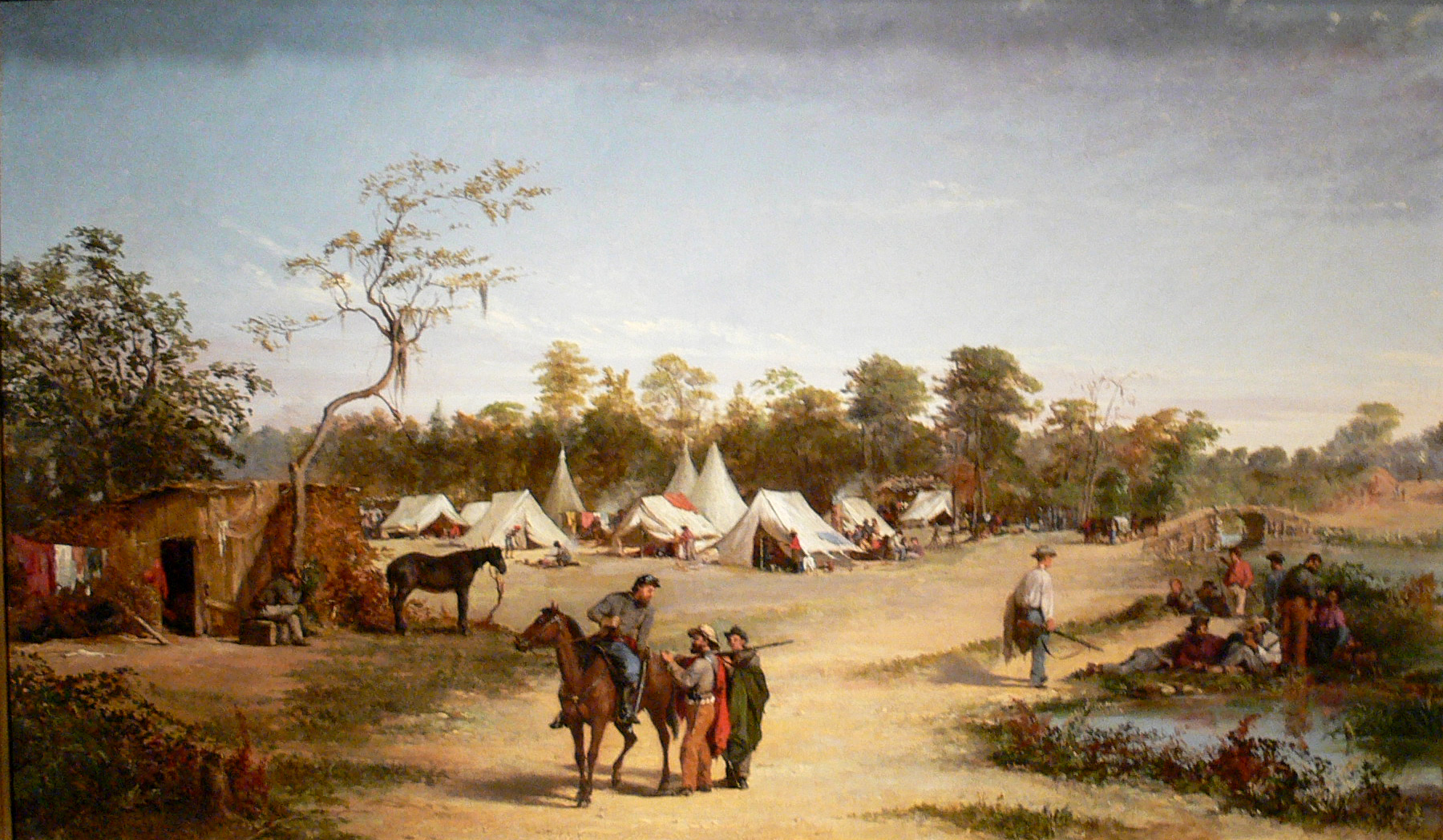
59-й Виргинский пехотный полк, картина Конрада Вайза Чэпмэна

К моменту первого сражения при Бул-Ране армия Конфедерации насчитывала 103 600 человек и комплектовалась ещё за счет добровольцев.
В январе 1862 года армия КША насчитывала 326 820 человек, против 398 000 солдат Армии Союза. Южане, и так уступающие числом, несли огромные потери, которые уже не удавалось восполнить с помощью добровольцев, в результате чего 23 апреля 1862 года впервые был объявлен обязательный призыв на военную службу белых мужчин, в возрасте от 18 до 35 лет, с формулировкой «до окончания боевых действий», это позволило увеличить численность войск до 464 650 человек, что являлось максимумом за всю войну и южанам даже удалось временно превзойти числом федеральные войска.
Однако уже 15 июля 1863 года, после сокрушительного поражения под Геттисбергом, правительство КША было вынуждено объявить новый призыв, расширив возрастную планку для боевых частей до 17—45 лет. Это позволило увеличить численность войск Конфедерации до 400 800 человек.
Последний состоявшийся призыв был объявлен 17 февраля 1864 года. На военную службу в боевые части призывались все годные белые мужчины в возрасте от 16 до 50 лет. После последнего призыва общая численность войск КША увеличилась с 230 100 до 358 700 человек против почти 700 000 солдат армии Союза.
13 марта 1865 года, когда остатки армии КША насчитывали уже около 175 000 человек, была объявлена последняя отчаянная попытка призыва всех мужчин в возрасте от 16 до 55 лет в боевые части, а подростков и стариков от 14 до 70 лет в вспомогательные и тыловые; в том числе в боевые части планировалось набрать более 300 тысяч чернокожих рабов, которым по плану обещалась бы личная свобода за участие в войне на стороне КША (до этого рабов набирали лишь в вспомогательные и тыловые подразделения в качестве прислуги и рабочей силы). Однако последний призыв был произведён лишь частично (позволив увеличить численность войск до 200 000 человек), вследствие скорого завершения Гражданской войны и ликвидации Конфедерации.

## Структура армии
Вооружённые силы Конфедерации состояли из отдельных армий, которые делились на корпуса (с 1862 года), дивизии, бригады и полки. Численность полков уменьшалась по ходу войны: вначале южный полк насчитывал около 600 человек, но уже в 1863 году — 300—350 человек. В 1863 году бригада насчитывала 1400—2000 человек, дивизия от 6000 — до 14 000, а корпус — от 24 000 до 28 000. В частности, под Геттисбергом в конфедеративной дивизии насчитывалось 5−7 тысяч человек, в бригаде — 1300—2100. Самым крупным был 59-й джорджианский полк (525 чел.), самым малочисленным — 4-й северокаролинский (196 человек) и 8-й флоридский (176 человек).

Боевой флаг Конфедерации

### Армии и военачальники
За период с 1861 по 1865 годы в Армии Конфедерации существовали следующие соединения:
- Северовирджинская армия — Джозеф Эгглстон Джонстон, Густавус Вудсон Смит, Роберт Эдвард Ли
  - 1-й корпус
  - 2-й корпус
  - 3-й корпус
  - 4-й корпус, часто носил название корпуса Андерсона
  - кавалерийский корпус
- Миссисипская армия
  - март — ноябрь 1862: генерал Пьер Борегар, генерал Альберт Сидни Джонстон, генерал Брэкстон Брэгг, генерал Уильям Дж. Харди, Леонидас Полк, (20 ноября 1862 армия часть войск пошла на формирование новой армии — Армии Теннесси)
  - декабрь 1862 — июль 1863: генерал Джон Пембертон, генерал Эрл Ван Дорн, (1863) генерал Уильям Лоринг (часть войск, выделенная из состава армии, получила название Виксбургской армии)
  - июль 1863 — июль 1864: генерал Уильям Харди, генерал Леонидас Полк, генерал Уильям Уинг Лоринг
- Армия Канавха — генерал Генри Уайз, генерал Джон Б. Флойд, генерал Роберт Э. Ли
- Армия Кентукки — генерал Эдмунд К. Смит (фактически командовал всеми сухопутными силами конфедератов к западу от реки Миссисипи)
- Центральная армия Кентукки — генерал Симон Б. Бакнер-старший, генерал Альберт С. Джонстон
- Армия Миссури — генерал Стерлинг Прайс
- Средняя армия Теннесси — генерал Джон К. Брекинридж
- Армия Запада (1862) — генерал Эрл Ван Дорн
- Армия Нью-Мексико — генерал Генри Хопкинс Сибли
- Армия Северо-Запада — генерал Роберт С. Гарнетт, генерал Генри Р.Джексон, генерал Уильям Уинг Лоринг, генерал Эдвард Джонсон
- Армия Полуострова — генерал Джон Магрудер, генерал Дэниель Хилл
- Армия Шенандоа — генерал Джозеф Эгглстон Джонстон
- Потомакская армия — генерал Пьер Борегар, генерал Джозеф Эгглстон Джонстон
- Теннессийская армия (Юг) — генерал Брэкстон Брэгг, генерал Сэмюэл Г. Френч, генерал Уильям Дж. Харди, генерал Дэниель Х. Хилл, генерал Джон Б. Худ, генерал Джозеф Эгглстон Джонстон, генерал Ричард Тейлор
  - 1-й корпус
  - 2-й корпус
  - кавалерийский корпус генерала Форреста — Натан Форрест
- Армия Транс-Миссисипи — генерал Томас Кармайкл Хиндмен-мл., Эдмунд К. Смит
- Армия Долины (также известна как 2-й корпус) — генерал Джубал Андерсон Эрли

## Звания и знаки различия
| Знаки различия в армии Конфедерации                     | Знаки различия в армии Конфедерации | Знаки различия в армии Конфедерации | Знаки различия в армии Конфедерации | Знаки различия в армии Конфедерации | Знаки различия в армии Конфедерации | Знаки различия в армии Конфедерации | Знаки различия в армии Конфедерации | Знаки различия в армии Конфедерации | Знаки различия в армии Конфедерации | Знаки различия в армии Конфедерации |
| Генерал                                                 | Полковник                           | Подполковник                        | Майор                               | Капитан                             | Первый лейтенант                    | Второй лейтенант                    |                                     |                                     |                                     |                                     |
| Confederate States of America General-Staff Officer.svg |                                     |                                     |                                     |                                     |                                     |                                     |                                     |                                     |                                     |                                     |
| ------------------------------------------------------- | ----------------------------------- | ----------------------------------- | ----------------------------------- | ----------------------------------- | ----------------------------------- | ----------------------------------- | ----------------------------------- | ----------------------------------- | ----------------------------------- | ----------------------------------- |

Генерал (CSA)
Полковник (пехота)
Подполковник (штаб)
Майор (медицинская служба)
Капитан (морская пехота)
1-й лейтенант (артиллерия)
2-й лейтенант (кавалерия)

| Военнослужащие рядового и сержантского состава | Военнослужащие рядового и сержантского состава | Военнослужащие рядового и сержантского состава | Военнослужащие рядового и сержантского состава | Военнослужащие рядового и сержантского состава | Военнослужащие рядового и сержантского состава | Военнослужащие рядового и сержантского состава | Военнослужащие рядового и сержантского состава | Военнослужащие рядового и сержантского состава | Военнослужащие рядового и сержантского состава | Военнослужащие рядового и сержантского состава |
| сержант-майор                                  | сержант-квартирмейстер                         | сержант артиллерии                             | первый сержант                                 |                                                |                                                |                                                |                                                |                                                |                                                |                                                |
| сержант                                        | капрал                                         | музыкант                                       | рядовой                                        |                                                |                                                |                                                |                                                |                                                |                                                |                                                |
|                                                |                                                | без знаков различия                            | без знаков различия                            |                                                |                                                |                                                |                                                |                                                |                                                |                                                |
| ---------------------------------------------- | ---------------------------------------------- | ---------------------------------------------- | ---------------------------------------------- | ---------------------------------------------- | ---------------------------------------------- | ---------------------------------------------- | ---------------------------------------------- | ---------------------------------------------- | ---------------------------------------------- | ---------------------------------------------- |

## Форма
В начале Гражданской войны основная униформа солдат и офицеров КША была серой, в отличие от темно-синей формы солдат и офицеров армии Союза. Это обусловлено двумя основными причинами. Во-первых, в 1812 году серый цвет униформы был выбран, чтобы отличать вооруженные подразделения «независимых штатов» от подразделений «национального правительства» в вышеупомянутой темно-синей униформе.

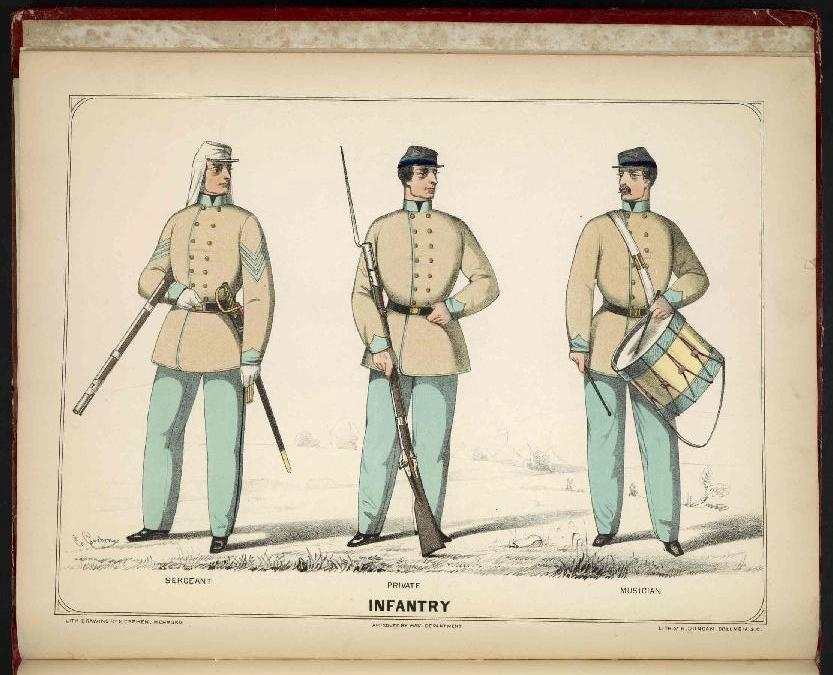
Униформа солдат КША

Во-вторых, большинство солдат и офицеров КША на начальном этапе были добровольцами, большая часть из которых являлась кадетами военных академий США, которые в то время носили серую униформу, чтобы отличаться от солдат регулярной армии. Однако из-за недостатка мощности и ограниченности ресурсов текстильной промышленности Юга, в том числе и от отсутствия некоторых красителей, темно-серая униформа была немного изменена на светло-серо-голубую, которая одновременно отличалась как от темно-синей униформы Союза, так и от униформы кадетов военных академий Союза. Данный цвет позже стал именоваться «конфедеративная серая кирза», «сукно английской армии», «серое сукно» и так далее.
Изначально предусмотренный головной убор солдат и офицеров в армии КША был представлен кепи, имеющее покрой егерского головного убора, но с низкой тульёй. Современники называли его просто «Сар». Фактически представлял собой нечто среднее между головными уборами французской и австрийской армий тех времен. Кепи было различных расцветок в зависимости от рода войск. Дефицит погон заменяли нашивкой знаков отличия на кепи или воротники. Цвет их также различался по родам войск. Обычно цвет головного убора был таким же, как и цвет петлиц и воротника на мундире солдата либо офицера.
Штаны же в армии КША в среднем ничем не отличались от штанов солдат Союза и имели небесно или тёмно-голубой цвета.

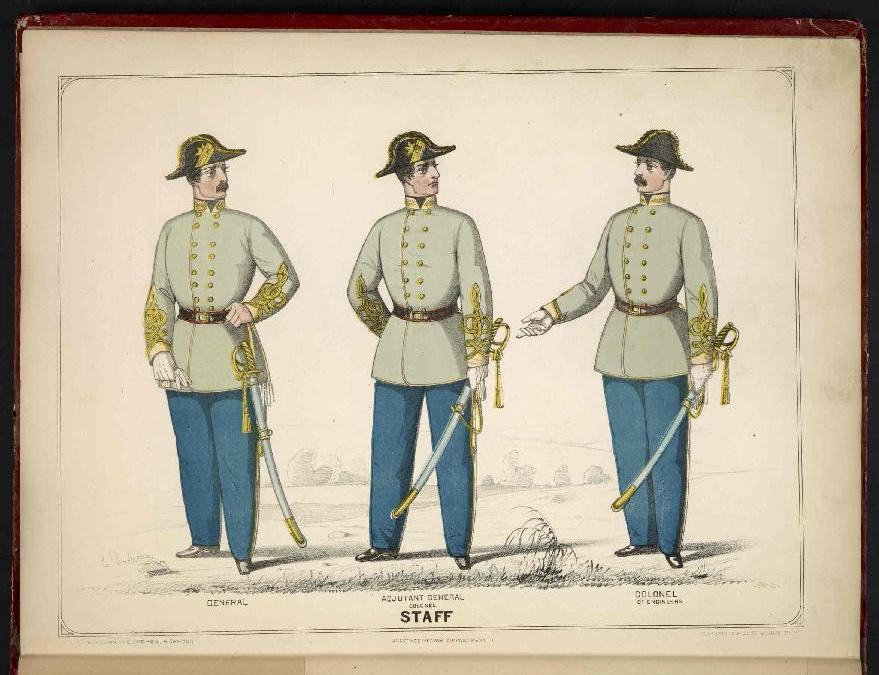
Униформа генералов и офицеров КША

Разработанная в начале войны уставная униформа была проблематична в изготовлении с самого начала. Юг не имел большого количества цветного сукна для производства такой комплексной униформы, и не было квартирмейстеров, склонных к расточительству ресурсов на производство данной униформы.
В начале 1863 года «Департамент Квартирмейстерской Службы КША» опубликовал отредактированный набор положений по униформе. В новом варианте униформа сильно упрощалась. Например, усложнённый мундир образца 1861—1862 годов с обязательным наличием 14 больших пуговиц и 4 маленьких, заменялся однобортным жакетом, на который необходимо было всего 7 больших пуговиц и меньше чем две трети сукна требуемого на первый вариант мундира.
Кадетский серый, голубой и прочие цвета отделки (красный, жёлтый, голубой и темно-синий) были заменены на один всеобщий базовый цвет униформы — серый.
Штаны уже требовались любого доступного цвета, из экономичного материала.
Вместо уставного головного убора, также допускалась мягкая фетровая широкополая шляпа. Рекомендовалось, однако, чтобы она была белого, серого, либо чёрного цветов.
Однако к концу войны и эти упрощенные условия уже практически не соблюдались и солдаты конфедерации были по большей части одеты «во что попало».

## Питание
В начале войны были утверждены лагерные и маршевые рационы для армии, которые весной 1862 года были сокращены. Изначально в лагерных условиях солдату в день полагалось: 12 унций (339 грамм) свинины или бекона, либо 1 фунт 4 унции (609 грамм) свежей или соленой телятины; 1 фунт 6 унций (665 грамм) хлеба или муки; 1 фунт (495 грамм) сухарей, либо 1 фунт 4 унции (609 грамм) кукурузной муки. На каждые 100 рационов полагался 1 пек бобов, 10 фунтов риса, 10 фунтов зелёного кофе, 8 фунтов жареного кофе или 1 фунт 8 унций чая; 15 фунтов сахара; 1 фунт 4 унции свечей, 4 фунта мыла и 1 кварта мелассы.
Маршевый рацион состоял из: 1 фунта сухарей, 3/4 фунта соленой свинины или 1,25 фунта свежего мяса, а также сахара, кофе и соли.

## Жалование
Система выплаты жалованья в армии Конфедерации была скопирована с армии США, хотя имелись незначительные отличия в суммах. Солдаты и сержанты в армии Конфедерации получали приблизительно равные с солдатами и сержантами Армии Союза деньги.
Рядовые в обоих армиях одинаково получали 11 долларов в месяц, однако с июня 1864 года жалование рядового-южанина выросло до 18 долларов, капралы 13, (с июня 1864 20 долларов), сержанты 17\24 доллара, первые сержанты 20\27 долларов, сержант-майоры 21\28 долларов.
Жалованье младших офицеров Юга обычно было чуть ниже, чем в федеральной армии, но некоторые звания оплачивались и выше. Второй лейтенант получал 80 долларов, первый лейтенант 90 (105 долларов в армии Союза), капитан получал 130 долларов, тогда как в армии Союза только 116 долларов.
Старшие офицеры в армии КША получали меньше, чем в федеральной армии. Майор армии КША получал 150 долларов, против 170 у майора армии Союза, подполковник-южанин получал 170 долларов против 180 у подполковника федеральной армии, полковник пехотного полка армии КША имел жалование в 195 долларов, а полковник в кавалерии и артиллерии — 210 долларов против 212 и 215 долларов у полковников этих родов войск Союза.
Высшие офицеры в армии КША имели жалование значительно меньшее, чем у высших офицеров армии Союза, отчасти это обусловлено тем фактом, что Север имел значительно большие финансовые возможности и соответственно мог позволить себе платить своим войскам значительно выше. К примеру, бригадный генерал армии КША имел оклад в 301 доллар, против 315 у бригадного генерала Союза, генерал-майор южан получал всё тот же 301 доллар, а федеральный генерал-майор уже 457 долларов. Генерал-лейтенант-южанин имел оклад все ещё 301 доллар, когда как генерал армии Союза зарабатывал 748 долларов. Генерал армии КША (высшее звание в армии Конфедерации, которое постоянно носили лишь 7 человек) получал оклад в 604 доллара.
Жалование полагалось платить раз в два месяца, но на практике его платили раз в четыре месяца, а изредка выплату задерживали на восемь месяцев. Выплата осуществлялась менее регулярно, чем в федеральной армии, кроме того, ввиду инфляции реальная стоимость этих денег постепенно уменьшалась..

## Проблемы
Основные трудности с которыми столкнулся Юг это отсутствие у себя серьезной тяжёлой промышленности. Это повлекло нехватку вооружения. Его импорт из той же лояльной Конфедерации Великобритании был затруднен морской блокадой со стороны Севера. Порой, доходило до того, что новобранцы брали с собой собственное домашнее оружие, (например охотничье), или собирали на поле боя трофейное.
Также к середине войны наметилась и нехватка обуви. В некоторых подразделениях она была очень острой. Солдаты, порой, проходили десятки милль в день и без удобной обуви набивали кровавые мазоли. Некоторые командующие даже были вынуждены за собственные средства обувать своих солдат. Униформа также не всегда была по уставу. Могло быть сочетание элементов военного мундира и гражданской одежды, к тому же она быстро приходила в негодность. Снабжение армии хромало по причине разрушения путей и транспорта.
Кроме материально-технических были и трудности с кадрами. Профессиональных военных на Юге было не так уж много. Некоторые погибали в сражениях. Командирами взамен назначались малоопытные. Даже некоторые крупные командующие ранее, в мирной жизни, имели невоенные профессии. А солдаты, или добровольцы и вовсе в прошлом были, в основном, фермерами, старателями и представителями других невоенных профессий.

## Дезертирство
Армия КША, как и армия Союза испытывала острые проблемы с дезертирством своих солдат во время войны. По сохранившимся данным за 4 года войны из армии южан безвозвратно дезертировало 104 428 человек (103 400 солдат и 1028 офицеров). Только 61 % из которых (63 700 человек) удалось изловить и привлечь к ответственности. Вместе с числом так называемых «временных дезертирств», когда солдаты самовольно оставляли свои части в период от одного до трёх дней, а затем возвращались в них и несли дисциплинарные взыскания, число дезертиров-конфедератов превышает 300 000 человек.
Однако данные цифры не могут быть точными, так как непосредственно до середины августа 1862 года учёт дезертиров собственно никто практически и не вёл, а офицеры смотрели на дезертирство своих солдат «сквозь пальцы», так как бо́льшая их часть все ещё оставались добровольцами, а не призывниками.
Именно с объявлением 23 апреля 1862 года первого обязательного призыва на военную службу и связано начало острой проблемы дезертирств из армии КША. Первые официальные сообщения о проблемах дезертирства из армии Конфедерации датируются июнем 1862 года, когда генерал Джеймс Лонгстрит просит генерала Роберта Ли обратить внимание на проблему дезертирства солдат, так как из 32 000 человек его подразделения «отсутствует более нескольких дней без разрешения» более 7000.
К концу лета того же года проблема самовольного оставления своих частей южанами стала настолько заметной, что 19 августа 1862 года правительство КША впервые применило расстрел в качестве наказания за дезертирство. Трое самовольно оставивших свои позиции южан были казнены по приговору военного суда. В этот же день правительство Конфедеративных Штатов Америки утвердило закон, по которому за самовольное оставление позиций к солдатам и офицерам армии КША применялась смертная казнь через повешение (для солдат) и расстрел (для офицеров).
Как солдаты, так и офицеры имели право единожды обжаловать приговор. Всего за время гражданской войны за дезертирство из армии южан были приговорены к смертной казни 7644 человека. Из них 3058 человек были помилованы, либо же казнь была заменена другими наказаниями. В отношении оставшихся 4586 человек, в том числе 137 офицеров, приговоры были приведены в исполнение. В свою очередь, за дезертирство из Армии Союза за весь период гражданской войны были приговорены к смертной казни около 500 человек, а приговор был исполнен лишь в отношении 147 дезертиров..
Начало пика дезертирств из армии Юга пришлось на сентябрь 1864 года, после поражения в Битве за Атланту. 74 % дезертирств (76 350 человек) из армии КША были совершены в последние 8 месяцев войны, а самым пиковым месяцем является декабрь 1864 года, когда с 1 по 31 число из армии КША дезертировало 23 055 человек.